# رامبراساد كي تيرفي
رامبراساد كي تيرفي هو فلم هندي انتج عام 2019 من إخراج سيما باهوا والتي تنتجها استوديوهات جنينيو و دريشام ويضم كل من نصير الدين شاه ، وكونكونا سين شارما ، وفيناي باتاك ، وسوبريا باتاك ، وفينيت كومار . [بحاجة لمصدر] [بحاجة لمصدر][بحاجة لمصدر] [بحاجة لمصدر] [بحاجة لمصدر] [بحاجة لمصدر] [بحاجة لمصدر] 